# Marcel André Heizmann

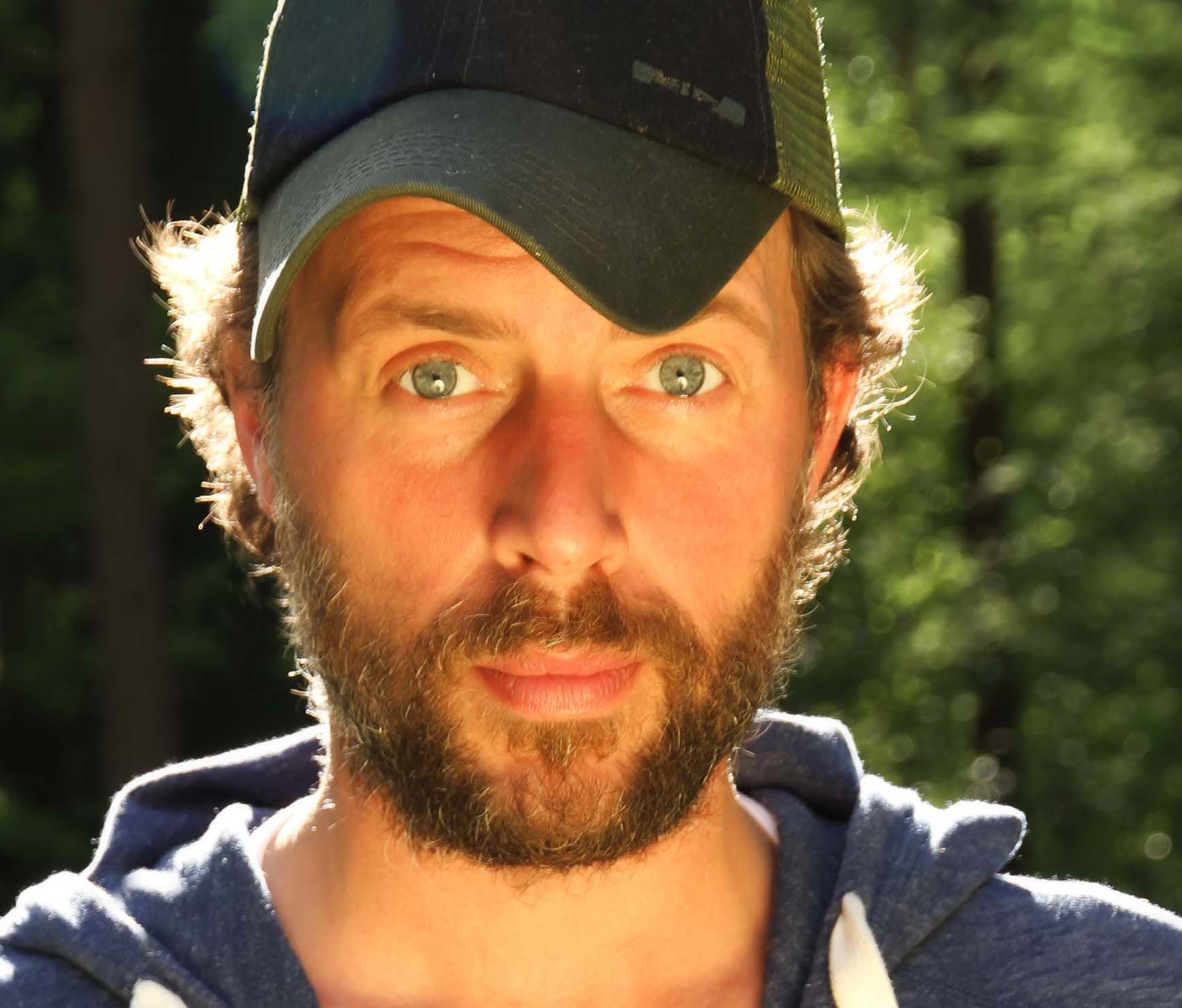

Marcel André Heizmann (* 23. August 1977 in Berlin) ist ein deutscher Schauspieler, Sänger und Drehbuchautor.

## Leben
Marcel André Heizmann wuchs in Berlin-Schöneberg auf. 1993 drehte er als 15-Jähriger mit Sönke Wortmann einen Werbeclip und spielte 1993 bei Gute Zeiten, schlechte Zeiten über mehrere Folgen hinweg einen Schulschreck namens Olaf Rambo Rahming. Seit 2003 besuchte er für sieben Semester die theakademie in seiner Heimatstadt Berlin (Theater/Film). Er hatte unter anderem Unterricht bei den Theaterregisseuren Jörg Lehmann, Carlos Medina und Nikša Eterović. In dem Kinofilm Connected by time (Die Verbindung der Zeiten/Sviaz Vremen/Связь времен) spielte er den jungen Hypnotiseur Günter Mühlhausen in Moskau und Minsk. Der Film wurde von über 20 Millionen Menschen im 1. Programm Russlands gesehen. Er spielte zudem in über 20 Kurzfilmen mit, die weltweit auf Festivals liefen. Seit 2010 lebt er auch in Hamburg, sowie auf Ibiza. 2016/17 spielte er die Hauptrolle im Film Hase und Katze stehlen mir die Show. Seit 2020 ist er die Synchronstimme von Wade Barrett.
Sein letzter Theaterauftritt war 2009, als er die Rolle des Krankenpflegers Robin in Charlotte Roches Feuchtgebiete, inszeniert von Edda Wood, spielte.

## Filmografie (Auswahl)
- 2018: Hase und Katze stehlen mir die Show – Spielfilm, Regie: Sharon On
- 2016: Dexit – Spielfilm, Regie: Lars Jordan
- 2014: Daimonion – Spielfilm, Regie: Fabian Barth
- 2013: Hi, Fonyód! – Spielfilm, Regie: Adrian Goiginger
- 2013: Roulette – Spielfilm, Regie: Julian Schöneich
- 2013: Brief von Alex – Spielfilm, Regie: Anna Migge
- 2011: Connected by time / Связь времен / Sviaz Vremen / Die Verbindung der Zeiten – Spielfilm, Regie: Alexey Kolmogorov